# Dimples D.
Dimples D., pseudonimo di Crystal Smith (...), è una rapper statunitense, divenuta una one-hit wonder nel 1990.

## Carriera
Il brano che ha portato la rapper al successo è Sucker DJ, inizialmente pubblicato nel 1983 con scarso successo, nonostante i versi siano stati poi ripresi in numerosi canzoni. Nel 1990 il DJ olandese Ben Liebrand ha creato un remix del brano intitolato Genie Mix, utilizzando come base un campione del noto tema musicale della sitcom statunitense Strega per amore. Grazie al remix la canzone ha raggiunto la vetta in Australia, il numero 17 nel Regno Unito e molte altre classifiche europee. Dopo Sucker DJ, Dimples D. ha pubblicato un album e altri singoli, che non hanno ricevuto la stessa popolarità del primo, inducendo così la rapper a sparire dalle scene a metà degli anni novanta.

## Discografia

### Album in studio
- 1991 – Dimples & Spice

### Singoli
- 1983 – Sucker D.J.'s (I Will Survive)
- 1990 – Sucker DJ (A Witch for Love) (Genie Mix di Ben Liebrand)
- 1991 – I Can't Wait
- 1991 – Sisters Keep on Doin' It